# Paul Smith (Pianist)
Paul Thatcher Smith  (* 17. April 1922 in San Diego, Kalifornien; † 29. Juni 2013 in Torrance) war ein US-amerikanischer Jazzpianist. 

## Leben und Werk
Nach einer ersten Zusammenarbeit mit Johnny Richards im Jahre 1941 ging Smith für einige Jahre zum Militär. Danach arbeitete er mit Les Paul (1946/47), den The Andrews Sisters und Tommy Dorsey (1947–49), bevor er nach Los Angeles zog und Studio-Musiker wurde; daneben trat er mit eigenem Trio auf. Smith spielte mit Künstlern wie Dizzy Gillespie, Anita O’Day, Buddy DeFranco, Louie Bellson, Steve Allen, Stan Kenton, Mel Tormé und anderen. Zwischen 1956 und 1978 war Smith auch als Dirigent und Pianist für Ella Fitzgerald tätig, mit der er 1960 und erneut 1962 auf Europatournee ging (The Lost Berlin Tapes). 
Smith war auch der Autor einiger Lehrbücher und CDs, meist mit Schwerpunkt auf Smiths persönlichen Ansatz des Jazz-Klavier Spiels. Er war bekannt für seine Technik und sein lyrisches Spiel und spielte auf seinen zahlreichen Alben unter eigenem Namen, die er für Label wie Columbia, Capitol, EMI oder Warner einspielte, in verschiedenen Genres wie Bebop, Cool Jazz, Swing und selbst Pop.

## Diskographische Hinweise
- Cool and Sparkling (EMI, 1956) mit Abe Most
- He Sells Jazz by the Sea Shore (Warner, 65) mit Wilfred Middlebrooks, Frank Capp
- Alpha Touch (Outstanding, 1977)
- The Master Touch (Outstanding, 1977)
- Art Tatum Touch, Vol. 1 (Outstanding, 1977)
- Benny Goodman plays Gershwin (CBS) I got Rhythm (Benny Goodman with strings)
- Jazz Spotlight On Duke Ellington & Richard Rogers, Volume 2, mit Wilfred Middlebrooks, Nick Martinis

## Lexikalischer Eintrag
- John Jörgensen, Erik Wiedemann Jazzlexikon. Mosaik, München, 1967